# Sholpan Kaliyeva
Sholpan Seydullayevna Kaliyeva (en kazajo: Шолпан Сейдуллаевна Калиева; Almatý, URSS, 5 de julio de 1980) es una deportista kazaja que compitió en judo. Ganó una medalla de bronce en los Juegos Asiáticos de 2002, y dos medallas de bronce en el Campeonato Asiático de Judo en los años 2001 y 2008.

## Palmarés internacional
| Juegos Asiáticos    | Juegos Asiáticos      | Juegos Asiáticos  | Juegos Asiáticos |
| Año                 | Lugar                 | Medalla           | Categoría        |
| ------------------- | --------------------- | ----------------- | ---------------- |
| 2002                | Busan (Corea del Sur) | Medalla de bronce | –52 kg           |
| Campeonato Asiático |                       |                   |                  |
| Año                 | Lugar                 | Medalla           | Categoría        |
| 2001                | Ulán Bator (Mongolia) | Medalla de bronce | –52 kg           |
| 2008                | Jeju (Corea del Sur)  | Medalla de bronce | –52 kg           |